# Rhytiphora waterhousei
Rhytiphora waterhousei là một loài bọ cánh cứng trong họ Cerambycidae.